# Richard Wanka
Richard Wanka (* 3. Juli 1936 in Beregsas, Ungarn) ist ein deutscher Beamter.

## Leben
Wanka studierte von 1956 bis 1960 Rechtswissenschaften an der Universität Erlangen. Er nahm nach seinem Studium und Promotion 1965 eine Tätigkeit bei der Bundesanstalt für Arbeit auf. Nach verschiedenen Stationen an mehreren Arbeitsämtern wurde er 1968 Personalreferent im Landesarbeitsamt Hessen, 1976 wurde er Direktor des Arbeitsamtes in Frankfurt am Main. 1979 wechselte er als Leiter der Hauptabteilung in die Bundesanstalt für Arbeit. Von 1991 bis 1997 war Wanka Präsident des Landesarbeitsamtes (LAA) Nordbayern, ab 1998 bis zu seinem Ruhestand 2002 des LAA Bayern.
Für seine Tätigkeiten wurde er 1992 mit dem Bundesverdienstkreuz 1. Klasse und 1999 mit dem Bayerischen Verdienstorden ausgezeichnet. 2004 erhielt er vom Präsidenten der Italienischen Republik den zweithöchsten in Italien verliehen Orden, den Cavaliere della Repubblica Italiana; Wanka hat sich außerordentlich verdient gemacht für Regelungen italienischer Arbeitnehmer in Deutschland sowie auch deren Rückkehr nach Italien.
Richard Wanka ist Mitglied des Memoranden-Forums und des Kuratoriums der ESO – Euro-Schulen-Organisation sowie als Schlichter in der Bayrischen Metallindustrie tätig. Wanka ist seit 1956 Mitglied der katholischen Studentenverbindung K.D.St.V. Gothia Erlangen im CV.
Er ist Mitverfasser des Kommentars zum Arbeitsförderungsgesetz (jetzt SGB III) Schönefelder-Kranz-Wanka.